# Desemprego estrutural
Desemprego estrutural, em economia, é o descompasso entre empregos disponíveis e os níveis de habilidade dos desempregados. Se diferencia de outros tipo de desemprego, como o cíclico, pois é causado por fatores externos ao ciclo do negócio. As principais causas deste tipo de desemprego são mudanças estruturais na economia. Essas alterações podem ser decorrência de novas tecnologias nos processos produtivos, novos padrões de consumo, transformação nos modelos de negócio, entre outros fatores que impactam o mercado.
No mundo contemporâneo, esse tipo de desemprego é impulsionado pelo avanço das novas formas de organização do trabalho em um cenário digital e globalizado. Embora essas dinâmicas também gerem novas profissões e demandas, muitas vezes o ritmo de extinção de postos de trabalho é mais intenso — levando ao aumento no número de desempregados.